# Stishovit
Stishovit (russisch стишовит) ist ein selten vorkommendes Mineral aus der Mineralklasse der „Oxide und Hydroxide“ mit der chemischen Zusammensetzung SiO2 und damit chemisch gesehen eine Hochdruck-Modifikation von Siliciumdioxid.
Stishovit kristallisiert im tetragonalen Kristallsystem und entwickelt ausschließlich mikrokristalline, farblose Kristalle und Aggregate.

## Etymologie und Geschichte
Stishovit wurde nach dem russischen Kristallographen Sergei Stischow (* 1937) benannt, dem es 1961 zusammen mit S. W. Popowa erstmals gelang, die bis dahin nur theoretisch bekannte Modifikation synthetisch herzustellen. Vorhergesagt wurde sie schon 1952 durch Albert Francis Birch.
1962 wurde Stishovit dann auch in der Natur im Barringer-Krater, einem Meteoritenkrater im US-amerikanischen Bundesstaat Arizona durch Edward C. T. Chao entdeckt und ist seitdem von der International Mineralogical Association (IMA) als Mineral anerkannt. Stishovit diente auch zum Nachweis, dass das Nördlinger Ries ein Einschlagkrater ist.
Stishovit war bereits lange vor der Gründung der International Mineralogical Association (IMA) bekannt und als eigenständige Mineralart anerkannt. Damit hätte Stishovit theoretisch den Status eines grandfathered Mineral. In der 1967 erfolgten Publikation der IMA: Commission on new minerals and mineral names erhielt das Mineral allerdings nachträglich zusammen mit anderen zu diesem Zeitpunkt bereits bekannten Mineralen die offizielle Anerkennung durch die IMA/CNMNC. Der Stishovit wird seitdem in der „Liste der Minerale und Mineralnamen“ der IMA unter der Summenanerkennung „IMA 1967 s.p.“ (special procedure) geführt. Die ebenfalls von der IMA/CNMNC anerkannte Kurzbezeichnung (auch Mineral-Symbol) von Stishovit lautet „Sti“.

## Klassifikation
In der veralteten 8. Auflage der Mineralsystematik nach Strunz gehörte der Stishovit zur Mineralklasse der „Oxide und Hydroxide“ und dort zur Abteilung „MO2- und verwandte Verbindungen“, wo er zusammen mit Coesit und dem bisher nicht anerkannten Keatit die „Keatit-Coesit-Stishovit-Gruppe“ mit der System-Nr. IV/D.01b innerhalb der „SiO2-Familie“ (IV/D.01) bildete.
Im zuletzt 2018 überarbeiteten und aktualisierten Lapis-Mineralienverzeichnis nach Stefan Weiß, das sich aus Rücksicht auf private Sammler und institutionelle Sammlungen noch nach dieser alten Form der Systematik von Karl Hugo Strunz richtet, erhielt das Mineral die System- und Mineral-Nr. IV/D.01-060. In der „Lapis-Systematik“ entspricht dies ebenfalls der Abteilung „Oxide mit dem Stoffmengenverhältnis Metall : Sauerstoff = 1 : 2 (MO2 und verwandte Verbindungen)“, wo Stishovit zusammen mit Bosoit, Chibait, Coesit, Cristobalit, Lechatelierit, Melanophlogit, Mogánit, Opal, Quarz, Seifertit und Tridymit die „Quarz-Reihe“ mit der System-Nr. IV/D.01 bildet.
Auch die von der International Mineralogical Association (IMA) zuletzt 2009 aktualisierte 9. Auflage der Strunz’schen Mineralsystematik ordnet den Stishovit in die Abteilung der „Oxide mit dem Stoffmengenverhältnis Metall : Sauerstoff = 1 : 2 und vergleichbare“ ein. Diese ist allerdings weiter unterteilt nach der relativen Größe der beteiligten Kationen sowie der Zugehörigkeit zu einer größeren Mineralfamilie bzw. der Kristallstruktur, so dass das Mineral entsprechend in der Unterabteilung „Mit kleinen Kationen: Kieselsäure-Familie“ zu finden ist, wo es als einziges Mitglied die unbenannte Gruppe 4.DA.40 bildet.
Auch die vorwiegend im englischen Sprachraum gebräuchliche Systematik der Minerale nach Dana ordnet den Stishovit in die Klasse der „Oxide und Hydroxide“ und dort in die Abteilung der „Oxidminerale“ ein. Hier ist er zusammen mit Rutil, Ilmenorutil, Pyrolusit, Kassiterit, Plattnerit, Argutit und Squawcreekit sowie dem seit 2006 als Varietät von Rutil diskreditierten Strüverit in der „Rutilgruppe (Tetragonal: P42/mnm)“ mit der System-Nr. 04.04.01 innerhalb der Unterabteilung der „Einfachen Oxide mit einer Kationenladung von 4+ (AO2)“ zu finden.

## Kristallstruktur

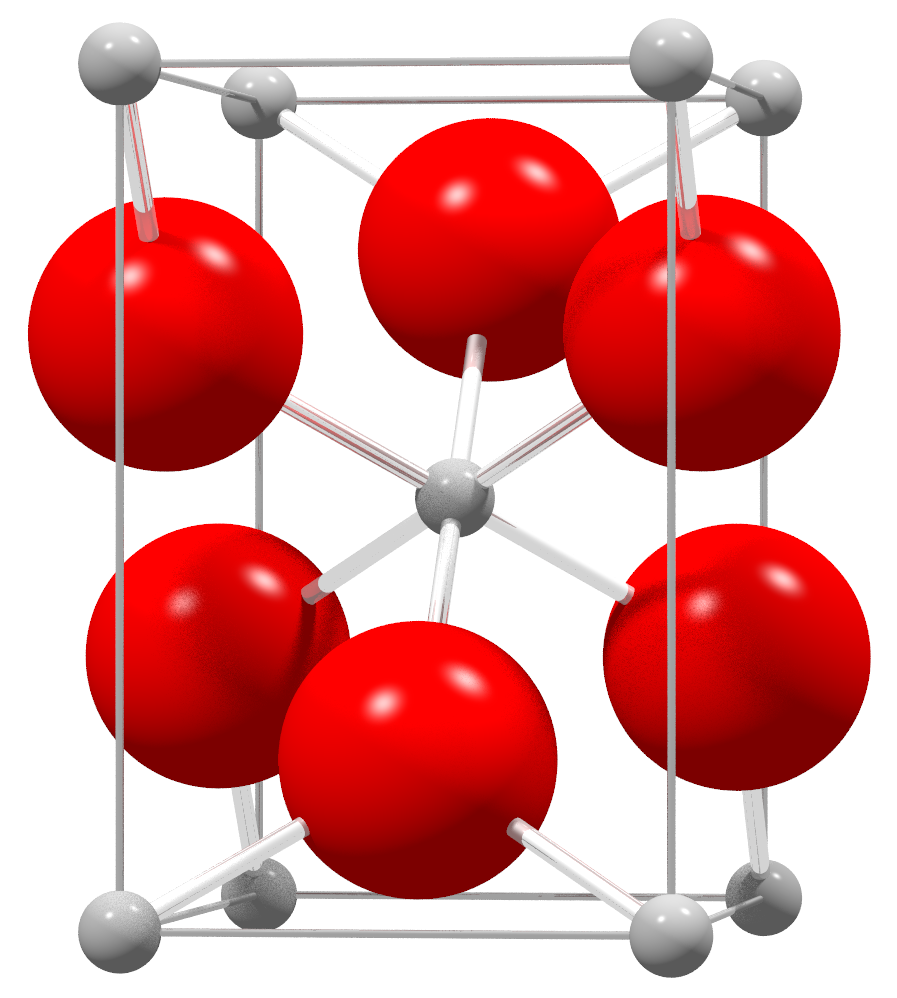
Kristallstruktur von Stishovit
silver Si^{4+}red O^{2−}

Stishovit kristallisiert tetragonal in der Raumgruppe P42/mnm (Raumgruppen-Nr. 136) mit den Gitterparametern a = 4,18 Å und c = 2,66 Å sowie 2 Formeleinheiten pro Elementarzelle.
Im Gegensatz zu den Niederdruck-Modifikationen von Quarz ist beim Stishovit das Silicium sechsfach gebunden, wodurch das Mineral eine wesentlich kompaktere Struktur aufweist. Dies wird auch im Vergleich der Dichten deutlich. Quarz hat eine Dichte von 2,65 g/cm3 und Stishovit von 4,32 g/cm3.
Stishovit ist bei Raumtemperatur ab Drücken von 8 Gigapascal (GPa) stabil und geht bei fünfzig GPa in die verwandte orthorhombische Kristallstruktur vom Typ Stishovit II über. Bei Normaldruck ist Stishovit metastabil.

## Modifikationen und Varietäten
Stishovit ist neben Coesit eine Hochdruck-Modifikation des Siliciumdioxids Quarz (auch Tief- oder α-Quarz).
Weitere Modifikationen sind Cristobalit und Tridymit als Hochtemperaturmodifikationen, Lechatelierit als amorphes Kieselglas, welches allerdings nicht von der IMA als Mineral anerkannt wird und der ebenfalls amorphe, wasserhaltige Opal.

## Bildung und Fundorte
Stishovit entsteht als Hochdruckmineral typischerweise bei einem Meteoriteneinschlag (Impakt) und ist neben Coesit und diaplektischen Gläsern in Suevit, einem Impakt-Gestein, enthalten.
Als seltene Mineralbildung konnte Stishovit nur an wenigen Orten nachgewiesen werden, wobei weltweit bisher rund 20 Fundorte dokumentiert sind (Stand 2023). Neben seiner Typlokalität, dem Barringer-Krater in Arizona, konnte das Mineral in den Vereinigten Staaten von Amerika noch im Steinbruch „Newton County“ im Kentland-Krater in Indiana, bei Raton im Colfax County von New Mexico und im Meteoriten Tishomingo, der 1965 nahe dem gleichnamigen Ort in Oklahoma entdeckt wurde, sowie im Meteoriten Umbarger, den man 1954 nahe der gleichnamigen Gemeinde in Texas fand.
In Deutschland konnte Stishovit außer im Nördlinger Ries, genauer im Steinbruch „Altebürg“ und einem unbenannten Aufschluss bei Zipplingen (Unterschneidheim) im Baden-Württemberger Teil sowie einem Steinbruch bei Otting im Bayerischen Teil, nur noch in einem Prismatin-Aufschluss bei Waldheim in Mittelsachsen entdeckt werden.
Daneben wurde das Mineral noch in Mineralproben aus einer alluvialen Diamant-Lagerstätte am Fluss Juininha nahe Juína in Brasilien entdeckt.
Des Weiteren fand sich Stishovit in Proben aus folgenden Meteoriten und Kratern:
- Kamil-Krater im Osten der Uweinat-Wüste in Ägypten
- Asuka 881757 (Mondmeteorit), entdeckt 1988 im Gebirge Sør Rondane in der Antarktis
- Shergotty (Marsmeteorit), niedergegangen 1865 nahe Shergotty im Bundesstaat Bihar und der Lonar-See, ein Impaktsee im Bundesstaat Maharashtra in Indien
- „Manicouagan-Einschlagstruktur“ in der Grafschaftsgemeinde Manicouagan in Québec, Kanada
- Schamanschyng (auch Zhamanshin), ein Einschlagkrater im Gebiet Aqtöbe in Kasachstan
- Tissint (Marsmeteorit), entdeckt 2013 beziehungsweise niedergegangen 2011 in Marokko
  - Weitere in Marokko entdeckte Meteoriten mit der allgemeinen Bezeichnung „Northwest Africa“ (NWA): NWA 480, NWA 856, NWA 1669, NWA 4734, NWA 8003
- Gujba und Zagami (Marsmeteorit), niedergegangen 1984 beziehungsweise 1962 in Nigeria
- Khatyrka, gefunden 2011 im Autonomen Kreis der Tschuktschen im Fernen Osten Russlands
- Wabar-Krater in Saudi-Arabien
- Muonionalusta, gefunden 1906 bei Kitkiöjärvi nahe Pajala in der Provinz Norrbottens län in Schweden
- Vredefort-Krater in Südafrika

Auch in Gesteinsproben vom Mond, die während der Apollo 15-Mission in der Palus-Putredinis-Ebene am östlichen Rand des Mare Imbrium gesammelt wurden, konnte Stishovit nachgewiesen werden.